# Lorenz Wäger
Lorenz Wäger, född 7 augusti 1991, är en österrikisk skidskytt som debuterade i världscupen i februari 2016. Hans första pallplacering i världscupen kom i stafett den 5 mars 2017 i Pyeongchang i Sydkorea.